# Поваровка (платформа)
Поваро́вка — остановочный пункт / пассажирская платформа главного хода Октябрьской железной дороги (Ленинградское направление Мосузла) в посёлке Поварово городского округа Солнечногорск / Солнечногорского района Московской области.
Открыта в 1885 году как частная платформа. Получила название от посёлка Поваровка (ныне микрорайон посёлка Поварово).
Один из двух остановочных пунктов в границах станции Поварово I (входные светофоры с юго-востока находятся за путепроводом).
Остановочный пункт состоит из двух боковых пассажирских платформ, соединённых только настилами через пути. Сразу за платформой, к северу от неё, начинается путевое развитие станции Поварово I, восточнее и западнее платформы проходят два съезда (ветки №2 и №5) с Поварово I на Большое кольцо Московской железной дороги на станцию Поварово III. Путепровод кольца над Ленинградским ходом находится на несколько сотен метров южнее платформы. Ранее развязка с Большим кольцом состояла из пяти соединительных ветвей, но три из них были разобраны и не действуют — ветка №3 от Поварово III на Москву, ветка №7 от Москвы на Поварово II, ветка №1 от Поварово II на Поварово I.
Платформа Большого кольца МЖД 142 км находится к юго-западу в 5 минутах ходьбы и используется для пересадки на электропоезда Большого кольца на северо-восток (на Икшу / Александров) и на юг (на Манихино / Кубинку / Бекасово / Детково).
Касса располагается у платформы в сторону Москвы. Платформа  оборудована турникетами. С сентября 2014 года на обоих пассажирских платформах имеются табло с информацией о прибывающих электропоездах.
У платформы в сторону Москвы располагается 600-километровый столб (на главном ходу Октябрьской дороги километраж ведётся от Санкт-Петербурга).

## Фотографии

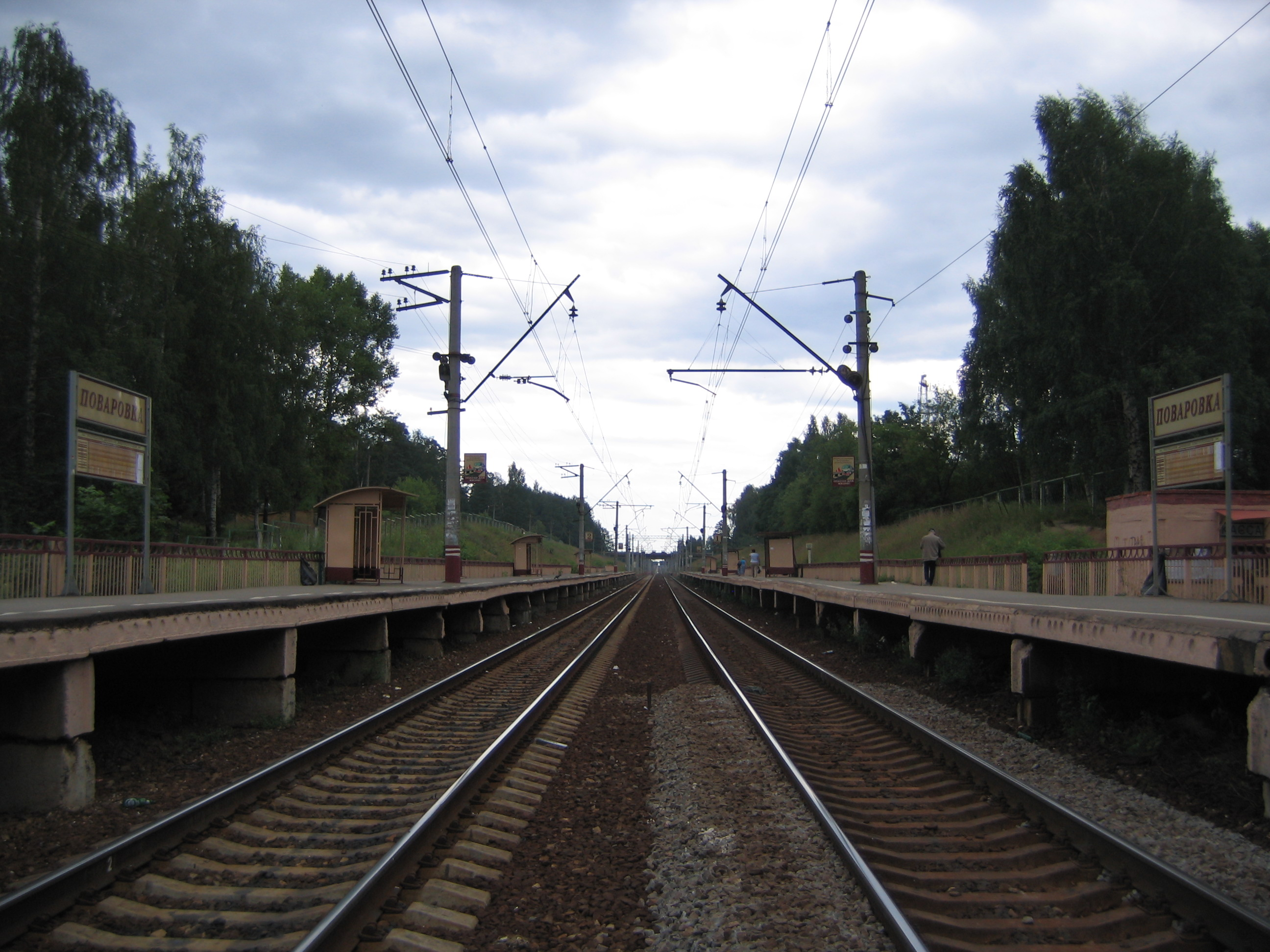
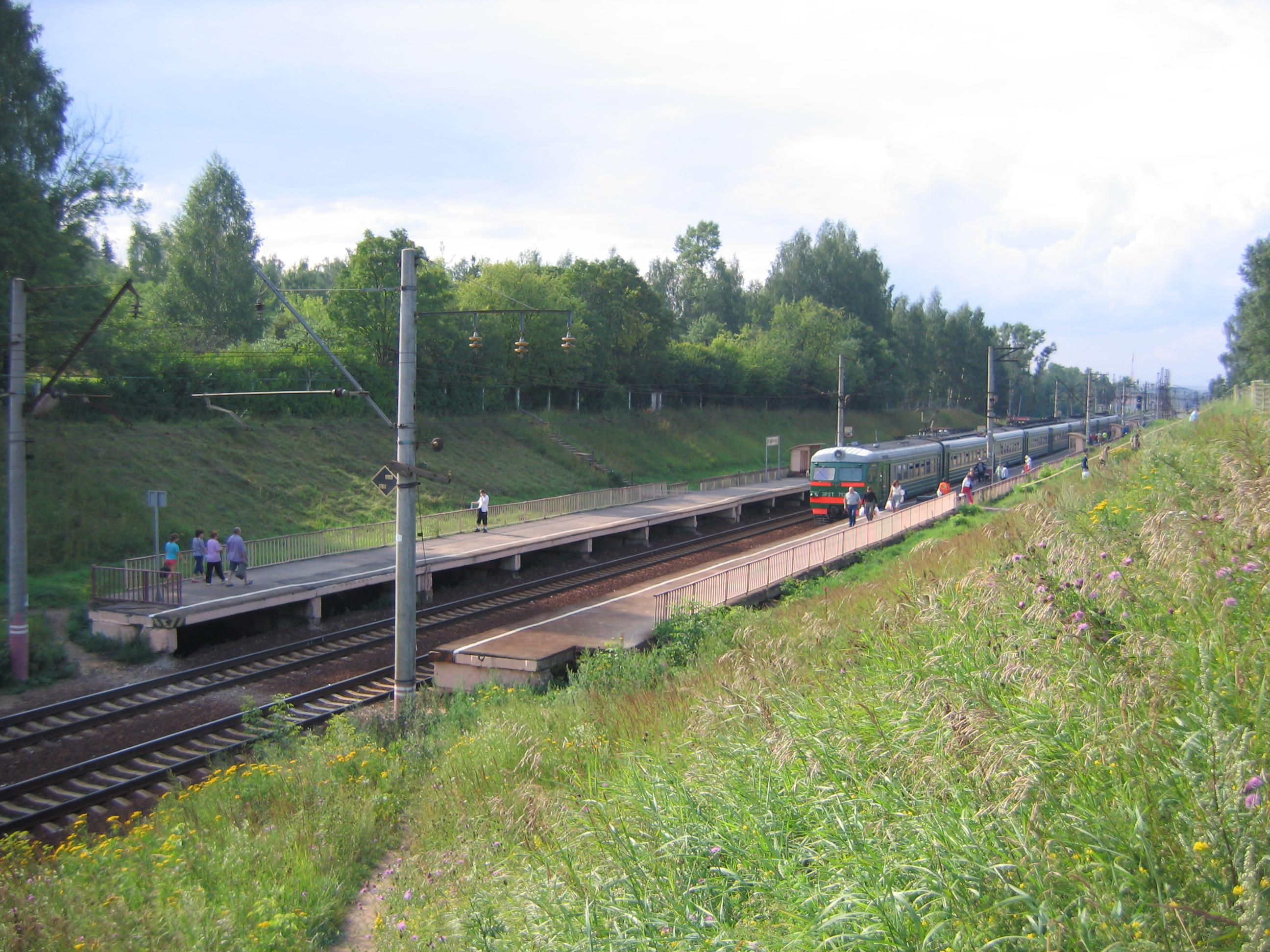
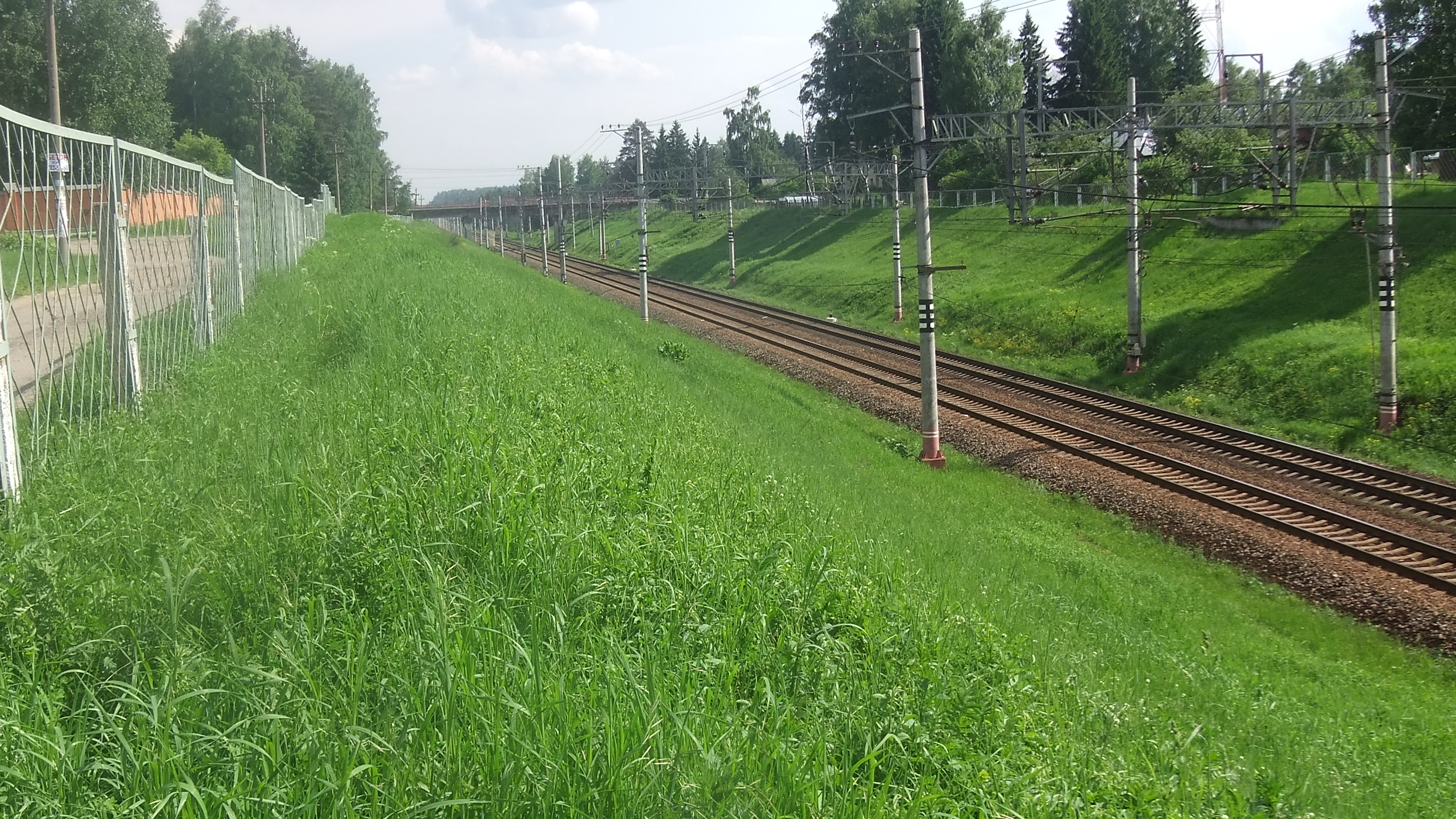
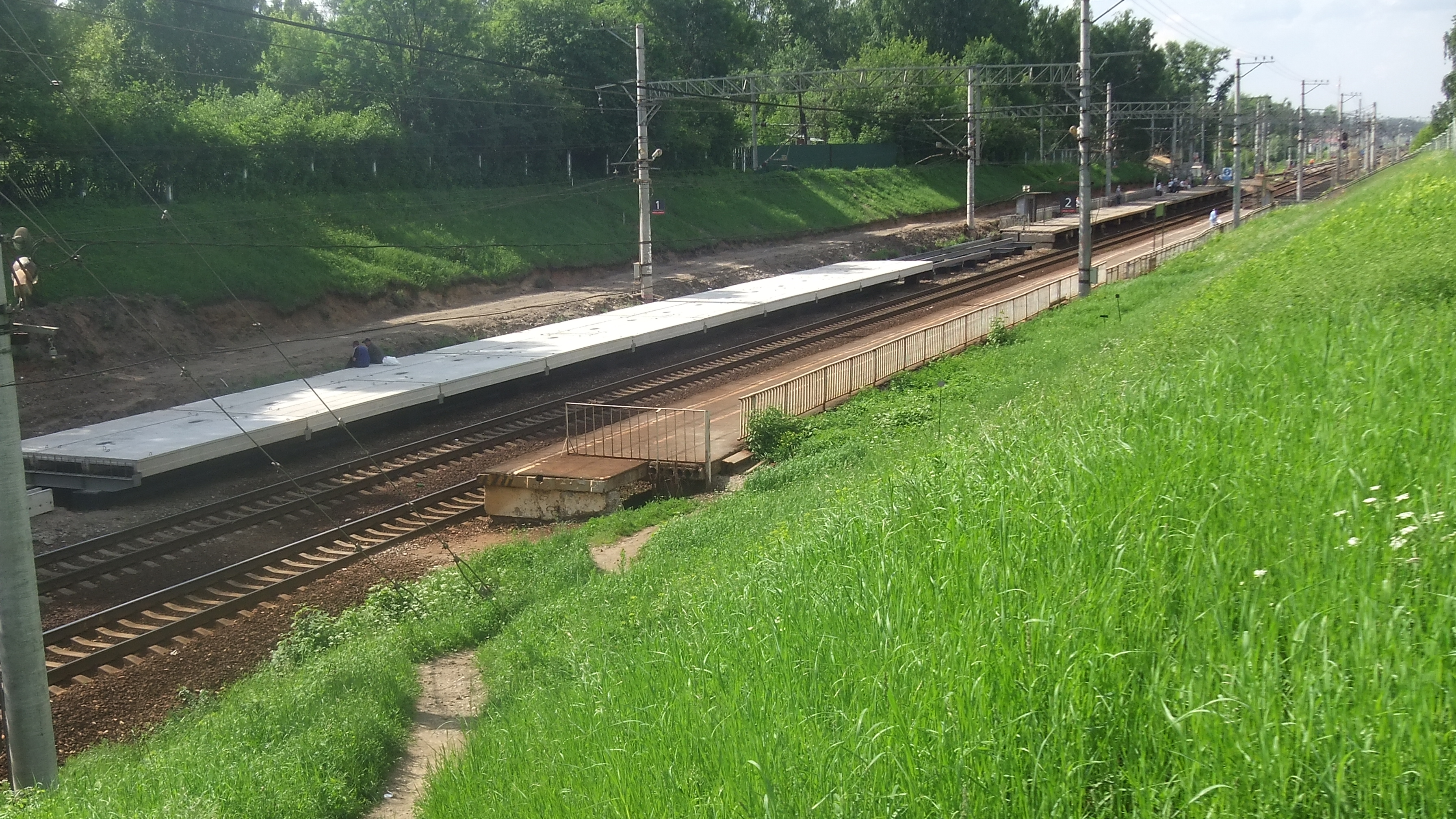